# Old Friends From Young Years
Old Friends From Young Years er det amerikanske nu metal-band Papa Roach debutalbum, som blev udgivet i 1997. Old Friends From Young Years er stilmæssigt meget anderledes end andre albums fra Papa Roach. Men det at ændre stil fra album til album, er også en ting der har kendetegnet Papa Roach gennem det meste af deres karriere.

## Spor
1. "Intro" – 0:28
2. "Orange Drive Palms" – 4:53
3. "Liquid Diet" – 4:19
4. "Grr Brr" – 4:14
5. "I Sed U Fuk N Die" – 4:16
6. "Dirty Cut Freak" – 2:45
7. "Living Room" – 4:14
8. "829" – 4:35
9. "Peewagon" – 4:43
10. "Hedake" – 5:20
11. "Shut Up N Die (reprise)" – 2:33
12. "Thanx" – 5:50
13. "Track 13" – 1:54